# Bobovška jezera
Bobovška jezera so skupina treh jezer v bližini naselja Bobovek na Gorenjskem. Njihova skupna površina je okrog 4,5 ha. Največje, severno ležeče jezero je Krokodilnica, južno se imenuje Čukova jama, vzhodno in hkrati najmanjše pa Ledvička. Na začetku 20. stoletja je bil na mestu današnjih jezerc zamočvirjen travnik s posameznimi drevesi. Leta 1905 so se začeli izkopi gline, ki jo je izkoriščala opekarna Bobovek. Leta 1953 so na območju našli ostanke mamuta, ki izvirajo izpred zadnje poledenitve, to je pred približno 180.000 leti. Leta 1965 so našli ohranjene ostanke fosilne ribe klenič (Leuciscus leuciscus). Leta 1971 so glino prenehali izkoriščati in nekdanje glinokope je zalila voda. Jezerca so danes zaraščena z vodnim in obvodnim rastlinjem. Postala so življenjski prostor številnih vodnih živali in ptic.
Jezerca (mlake) so zaradi ornitoloških, paleontoloških in drugih posebnosti zaščitena in razglašena za naravno znamenitost.

## Galerija
- Čukova jama
- Čukova jama
- Krokodilnica novembra
- Ledvička
- Ledvička pozimi

## Zuananje povezave
- Ortofoto jezer na spletni strani Geopedija Arhivirano 2017-07-29 na Wayback Machine.
- Članek o jezercih na spletni strani Turističnega društva Kokrica Arhivirano 2008-04-16 na Wayback Machine.
- Geopedia.si: Bobovška jezera
- Geopedia.si: Bobovška jezera